# جو موریل
جو موریل (انگلیسی: Joe Morrell؛ زادهٔ ۳ ژانویهٔ ۱۹۹۷) بازیکن فوتبال اهل بریتانیا است.
از باشگاه‌هایی که در آن بازی کرده‌است می‌توان به باشگاه فوتبال لینکولن سیتی، باشگاه فوتبال بریستول سیتی، باشگاه فوتبال ساتون یونایتد، و باشگاه فوتبال چلتنهام تاون اشاره کرد.
وی همچنین در تیم‌های ملی فوتبال زیر ۲۱ سال ولز، و ولز بازی کرده‌است.